# Mathesis
Mathesis, Società italiana di scienze matematiche e fisiche, è un'associazione nazionale fondata nel 1895 che nell'articolo 1 del suo statuto dichiara di avere per scopo precipuo la valorizzazione ed il progresso dell'insegnamento della matematica e, più in generale, dell'insegnamento scientifico.
Pubblica la rivista Periodico di matematiche.
Essa è costituita da un organismo centrale, la Mathesis nazionale, e da sezioni territoriali.

## Storia
Verso la fine del XIX secolo la scuola italiana si dibatteva in gravi difficoltà. Negli anni successivi all'unità d'Italia la necessità di organizzare una scuola pubblica ampiamente accessibile, soprattutto per la carenza di personale docente, aveva condotto ad una riduzione dei programmi. Successivamente l'inizio dell'industrializzazione aveva resa evidente la necessità di irrobustire i contenuti degli insegnamenti secondari e quindi di prestare maggiore attenzione alla preparazione degli insegnanti. Particolarmente carente si rivelava l'insegnamento delle matematica e delle discipline scientifiche.
Nel 1895 alcuni insegnanti della scuola secondaria, ed in particolare Rodolfo Bettazzi, Aurelio Lugli e Antonio De Zolt, costituiscono un comitato promotore per la costituzione di una società, la Mathesis, in grado di sostenere gli insegnamenti della matematica e delle altre discipline scientifiche; il comitato innanzi tutto cura la stesura dello statuto della società. Dal Periodico di matematica, allora diretto dal Lugli, viene lanciato un appello al quale in pochi giorni rispondono più dei 70 aderenti considerati necessari per l'avvio dell'iniziativa.
La Mathesis nel primo anno di attività raggiunge i 113 soci, di cui 110 professori di scuola secondaria. Nel 1896 Rodolfo Bettazzi diventa il primo presidente della Società e la guiderà con entusiasmo nei suoi primi anni di vita. Nel 1898 a Torino si tiene il primo congresso della Mathesis. Esso vede anche la presenza di influenti matematici dell'Università: Enrico D'Ovidio alla presidenza viene affiancato da Giuseppe Peano e Corrado Segre; sono inoltre presenti Giuseppe Veronese, Giovanni Vailati, Luigi Berzolari e Vito Volterra.
Nel 1921 il Periodico di Matematica, organo di stampa della Mathesis, riprese la pubblicazione dopo l’interruzione del 1918, ma trasformato in Periodico di Matematiche. I direttori sono Giulio Lazzeri e Federigo Enriques. Quest’ultimo è anche, dal 1919, presidente della Mathesis e lo sarà fino al 1932. Per Statuto la Società ha sede nella città di lavoro e/o di residenza del presidente. I successivi presidenti sono nell’ordine: Luigi Puccianti (1933 – 1936), Giovanni Sansone (1937 – 1941), Ugo Amaldi (1942 – 1947), Oscar Chisini (1948 – 1953), Luigi Brusotti (1954 – 1956), Eugenio Togliatti (1957 – 1959), Tullio Viola (1960 – 1970), Bruno de Finetti (1970 – 1981), Angelo Fadini (1981 – 1987), Bruno Rizzi (1987 – 1993), Silvio Maracchia (1994 – 1999), Franco Eugeni (2000 – 2002), Andrea Laforgia (2003 – 2008), Emilio Ambrisi (2009 – 2019), Elisabetta Lorenzetti (2019 – 2021). Dal febbraio 2021 è presidente Francesco de Giovanni dell’Università di Napoli.
Nel 2002 la Mathesis sottoscrisse un protocollo d'intesa con il Ministero dell'Istruzione teso a sostenere la formazione dei docenti anche attraverso il portale Matmedia.
Nel 2012 la presidenza Mathesis acquisì, per donazione della Zanichelli, la proprietà della testata Periodico di Matematiche e nel 2016 ne avviò la pubblicazione dell'archivio storico.